# Wang Fan
Wang Fan (hanzi: 王蕃; Hebei, 27 januari 1994) is een Chinees beachvolleyballer. Ze werd eenmaal Aziatisch kampioen en won bij de Aziatische Spelen een gouden en bronzen medaille. Daarnaast nam ze een tweemaal deel aan de Olympische Spelen.

## Carrière

### 2010 tot en met 2017
Wang nam in 2010 met Zhang Changning deel aan zowel de wereldkampioenschappen onder 19 in Porto en onder 21 in Alanya. Bij het laatstgenoemde toernooi bereikte het tweetal de kwartfinale. Daarnaast debuteerde Wang dat jaar aan de zijde van Zhang in de FIVB World Tour met een vijf-en-twintigste plek in Sanya als beste resultaat. Het daaropvolgende seizoen speelde Wang met Ma Yuanyuan. Ze deden mee aan elf FIVB-toernooien waarbij ze niet verder kwamen dan een zeventiende plaats in Sanya. Met Ding Jingjing werd ze bovendien vijfde bij de Aziatische kampioenschappen in Haikou. In 2012 speelde ze vier toernooien op mondiaal niveau met Yue Yuan. Het jaar daarop was ze met Ding voornamelijk actief in de nationale competitie en eindigde ze met Zhang Yixin wederom als vijfde bij de AK. In de World Tour kwam Wang bij vijf toernooien tot twee negende plaatsen (Fuzhou en Durban). Van 2014 tot en met 2017 vormde Wang een team met Yue. Het eerste jaar namen ze deel aan dertien mondiale toernooien. Ze behaalden daarbij elf toptienklasseringen en in Shanghai en Xiamen eindigden ze als tweede. Bij de AK in Jinjiang strandde het duo in de kwartfinale tegen Varapatsorn Radarong en Tanarattha Udomchavee uit Thailand. Bij de Aziatische Spelen in Incheon wonnen Wang en Yue de bronzen medaille ten koste van het Thaise tweetal Yupa Phokongploy en Usa Tenpaksee.
Het daaropvolgende seizoen behaalden ze in aanloop naar de wereldkampioenschappen twee vierde plaatsen (Fuzhou en Moskou), twee zeventiende plaatsen (Poreč en Stavanger) en een negende plaats (Saint Petersburg). Bij de WK in Nederland bereikten ze de kwartfinale die verloren werd van de latere kampioenen Bárbara Seixas en Ágatha Bednarczuk. In juli volgden een vijf-en-twintigste plek in Gstaad en een negende plaats in Yokohama. Na twee zeventiende plaatsen (Long Beach en Olsztyn) sloten ze het seizoen af met drie vijfde plaatsen in Rio de Janeiro, Sotsji en Xiamen. In 2016 kwamen Wang en Yue bij elf FIVB-toernooien tot drie toptienklasseringen; in Cincinnati werden ze vijfde en in Sotsji en Olsztyn negende. Bij de Olympische Spelen in Rio werd het duo in de achtste finale uitgeschakeld door Louise Bawden en Taliqua Clancy uit Australië. Het jaar daarop waren Bawden en Clancy bij de finale van de AK in Songkhla opnieuw te sterk waardoor Wang en Yue genoegen moesten nemen met de tweede plaats. In de World Tour kwamen ze bij drie reguliere toernooien tot een tweede (Xiamen), een vijfde (Nanjing) en een zeventiende plaats (Moskou). Bij de WK in Wenen bereikte het duo de achtste finale waar ze werden uitgeschakeld door de latere winnaars Laura Ludwig en Kira Walkenhorst.

### 2017 tot heden
Na afloop van de WK partnerde Wang met Xia Xinyi. Gedurende het seizoen 2017/18 namen ze deel aan dertien toernooien in de World Tour en behaalden daarbij drie tweede (Sydney, Luzern en Nanjing), een vierde (Qinzhou) en twee vijfde plaatsen (Espinho en Haiyang). Daarnaast wonnen ze de gouden medaille bij de Aziatische Spelen in Palembang door de Japansen Miki Ishii en Megumi Murakami in de finale te verslaan. In het najaar van 2018 speelde Wang vier FIVB-wedstrijden met Xue Chen met een tweede plaats in Zhongwei als beste resultaat. Bovendien eindigde het duo als tweede bij de AK in Satun achter Mariafe Artacho del Solar en Clancy. Vanaf 2019 spelen Wang en Xia weer samen. Ze eindigden dat jaar als tweede bij de AK in Maoming achter Artacho del Solar en Clancy. In de World Tour namen ze deel aan tien reguliere toernooien met onder meer een vierde plaats in Sydney en vier negende plaatsen als resultaat. Bij de wereldkampioenschappen in Hamburg werden Wang en Xia in de zestiende finale uitgeschakeld door de latere kampioenen Sarah Pavan en Melissa Humana-Paredes. Ze sloten het seizoen af met een vijfde plaats bij de World Tour Finals in Rome. Na afloop eindigden ze als zevende bij het olympisch kwalificatietoernooi in Haiyang, als vijfde in Qinzhou en als tweede in Chetumal. Daarnaast wonnen ze de gouden medaille bij de Militaire Wereldspelen in Wuhan door het Braziliaanse duo Talita Antunes da Rocha en Taiana Lima in de finale te verslaan.
Het jaar daarop werd het duo in Udon Thani Aziatisch kampioen door de finale van landgenoten Wang Jingzhe en Wen Shuhui te winnen. In 2021 deden Wang en Xia mee aan de drie FIVB-toernooien in Cancun met een vijfde plaats bij het tweede event als beste resultaat. Bij de Olympische Spelen in Tokio wonnen ze alle drie hun groepswedstrijden zodat ze als groepswinnaar door gingen naar de achtste finales; daar werden ze uitgeschakeld door de Braziliaansen Ana Patrícia Silva Ramos en Rebecca Silva waardoor ze als negende eindigden.

## Palmares
Kampioenschappen
- 2014:  Aziatische Spelen
- 2015: 5e WK
- 2016: 9e OS
- 2017:  AK
- 2018:  Aziatische Spelen
- 2018:  AK
- 2019:  AK
- 2019:  Militaire Wereldspelen
- 2020:  AK
- 2021: 9e OS

FIVB World Tour
- 2014:  Grand Slam Shanghai
- 2014:  Xiamen Open
- 2017:  2* Xiamen
- 2017:  2* Sydney
- 2018:  3* Luzern
- 2018:  2* Nanjing
- 2018:  2* Zhongwei
- 2019:  4* Chetumal